# Cornelia Popa
Cornelia Popescu-Popa (născută Popescu; n. 27 august 1950, București, România) este o fostă atletă română, specializată în săritură în înălțime.

## Carieră
Bucureșteanca este multiplă campioană națională și balcanică la pentatlon și la sărituri în înălțime. La Jocurile Europene de Juniori din 1968 a câștigat medalia de bronz la pentatlon și în același an a participat la Jocurile Olimpice de la Ciudad de México. Apoi s-a specializat în proba de săritură în înălțime.
În anul 1970 ea a cucerit medalia de argint la Campionatul European în sală de la Viena și la Universiada de la Torino. Anul următor a obținut bronzul la Campionatul European în sală de la Sofia și argintul la Campionatul European de la Helsinki. La Jocurile Olimpice din 1972 nu a reușit să se califice în finală.
După ce a obținut locul patru la Campionatul European în sală din 1974 a ocupat locul opt la Jocurile Olimpice din 1976. Același rezultat a obținut și la Jocurile Olimpice din 1980 de la Moscova.
În 2004 ea a primit Medalia „Meritul Sportiv” clasa I.

## Realizări
| An   | Competiție                   | Locație                    | Loc | Eveniment | Note |
| ---- | ---------------------------- | -------------------------- | --- | --------- | ---- |
| 1968 | Jocurile Europene de Juniori | Leipzig, Germania de Est   | 3   | pentatlon | 4460 |
| 1968 | Jocurile Olimpice            | Ciudad de México, Mexic    | 22  | pentatlon | 4435 |
| 1970 | Campionatul European în sală | Viena, Austria             | 2   | înălțime  | 1,82 |
| 1970 | Universiada                  | Torino, Italia             | 2   | înălțime  | 1,83 |
| 1971 | Campionatul European în sală | Sofia, Bulgaria            | 3   | înălțime  | 1,78 |
| 1971 | Campionatul European         | Helsinki, Finlanda         | 2   | înălțime  | 1,85 |
| 1972 | Jocurile Olimpice            | München, Germania          | 19  | înălțime  | 1,76 |
| 1974 | Campionatul European în sală | Göteborg, Suedia           | 4   | înălțime  | 1,86 |
| 1976 | Jocurile Olimpice            | Montreal, Canada           | 8   | înălțime  | 1,87 |
| 1978 | Campionatul European         | Praga, Cehoslovacia        | 19  | înălțime  | 1,75 |
| 1980 | Jocurile Olimpice            | Moscova, Uniunea Sovietică | 8   | înălțime  | 1,88 |

## Recorduri personale
| Probă                        | Performanță | Dată          | Locație   |
| ---------------------------- | ----------- | ------------- | --------- |
| Pentatlon                    | 4762 pct    | 28 mai 1970   | București |
| Săritură în înălțime         | 1,93 m      | 30 iunie 1976 | Atena     |
| Săritură în înălțime în sală | 1,91 m      | 2 martie 1977 | Praga     |